# ホワイティング・フィールド海軍航空基地
ホワイティング・フィールド海軍航空基地（ホワイティング・フィールドかいぐんこうくうきち、英語: Naval Air Station Whiting Field）は、アメリカ合衆国フロリダ州のミルトンに位置する、アメリカ海軍の基地である。基地ほぼ中央の滑走路を挟み、北地区と南地区に分かれている。訓練部隊の第5訓練航空団が所在している。

## ホワイティング・フィールド北地区

### 所在部隊
ホワイティング・フィールド北地区には、以下の部隊が所在している。
海軍航空訓練コマンド隷下
- 第5訓練航空団（英語版）
  - 第2訓練飛行隊 - T-6B
  - 第3訓練飛行隊 - T-6B
  - 第6訓練飛行隊（英語版） - T-6B

## ホワイティング・フィールド南地区

### 所在部隊
ホワイティング・フィールド南地区には、以下の部隊が所在している。
海軍航空訓練コマンド隷下
- 第5訓練航空団
  - 第8ヘリコプター訓練飛行隊 - TH-57B/C、TH-73A[5]
  - 第18ヘリコプター訓練飛行隊 - TH-57B/C
  - 第28ヘリコプター訓練飛行隊 - TH-57B/C